# Saurauia ridleyi
Saurauia ridleyi är en tvåhjärtbladig växtart som beskrevs av Elmer Drew Merrill. Saurauia ridleyi ingår i släktet Saurauia och familjen Actinidiaceae. Inga underarter finns listade i Catalogue of Life.